# 黒部市農業協同組合
黒部市農業協同組合（くろべしのうぎょうきょうどうくみあい）は、富山県黒部市に本所を置く農業協同組合。略称はJAくろべ。
2015年10月に黒部農業協同組合と黒部市信用農業協同組合が合併契約書に調印し、2016年2月1日に黒部市信用農業協同組合を吸収合併、黒部農業協同組合から名称変更した。

## 沿革
出典→
- 1969年5月1日 - 旧黒部市内の8農協が合併し、黒部市農業協同組合が発足。
- 1972年4月1日 - 旧宇奈月町の4農協を合併。
- 2007年4月14日 - 支所を12支所から3支店に再編。
- 2016年2月1日 - 黒部市信用農業協同組合と合併、黒部市農業協同組合となる。
- 2018年5月1日 - 三日市支店と新三島支店を統合し、三日市支店新店舗を開設。

## 店舗
| 店舗コード | 店舗名     | 所在地                  |
| ---------- | ---------- | ----------------------- |
| 061        | 本店       | 黒部市天神新210-1       |
| 064        | 南部支店   | 黒部市天神新210-1       |
| 065        | 北部支店   | 黒部市金屋220-1         |
| 068        | 東部支店   | 黒部市宇奈月町浦山806-1 |
| 082        | 三日市支店 | 黒部市三日市3123        |
| 083        | 生地支店   | 黒部市生地中区263       |